# Ли (река у Француској)
Ли (фр. Luy) је река у Француској. Дуга је 70 km. Улива се у Адур. 